# Gilles de Lascours
Ne doit pas être confondu avec Lascours.
Gilles de Lascours est un prélat du Moyen Âge, cinquante-sixième évêque connu de Nîmes de 1393 à 1426. Élu évêque par le chapitre de Nîmes le 20 juillet 1391, il ne prend possession de son diocèse qu'après l'expiration du mandat d'administrateur de Pierre Girard, et prête serment le 1er juillet 1395 dans les mains de Gilles Vivien, docteur en droit et lieutenant du sénéchal de Beaucaire.